# Ключи (Суксунский район)
Ключи (Златоустовское) — село в Суксунском районе Пермского края. Центр Ключевского сельского поселения.

## География
Курорт «Ключи» и одноимённое село Ключи Суксунского района Пермского края находится на левом берегу реки Иргины (левый приток реки Сылвы) в 150 км к юго-востоку от областного центра — Перми.
Село расположено вдоль старого Сибирского тракта, являвшегося в XVII—XIX вв. основным путём, связывавшим европейскую и сибирскую части России. Возникновение села связано с процессом колонизации Сылвенско-Иренского поречья русским населением, появившимся в этом крае в последней трети XVI века. До появления русских здесь проживали коми-пермяцкое население и появившиеся позже башкиры, а также татары.

## История

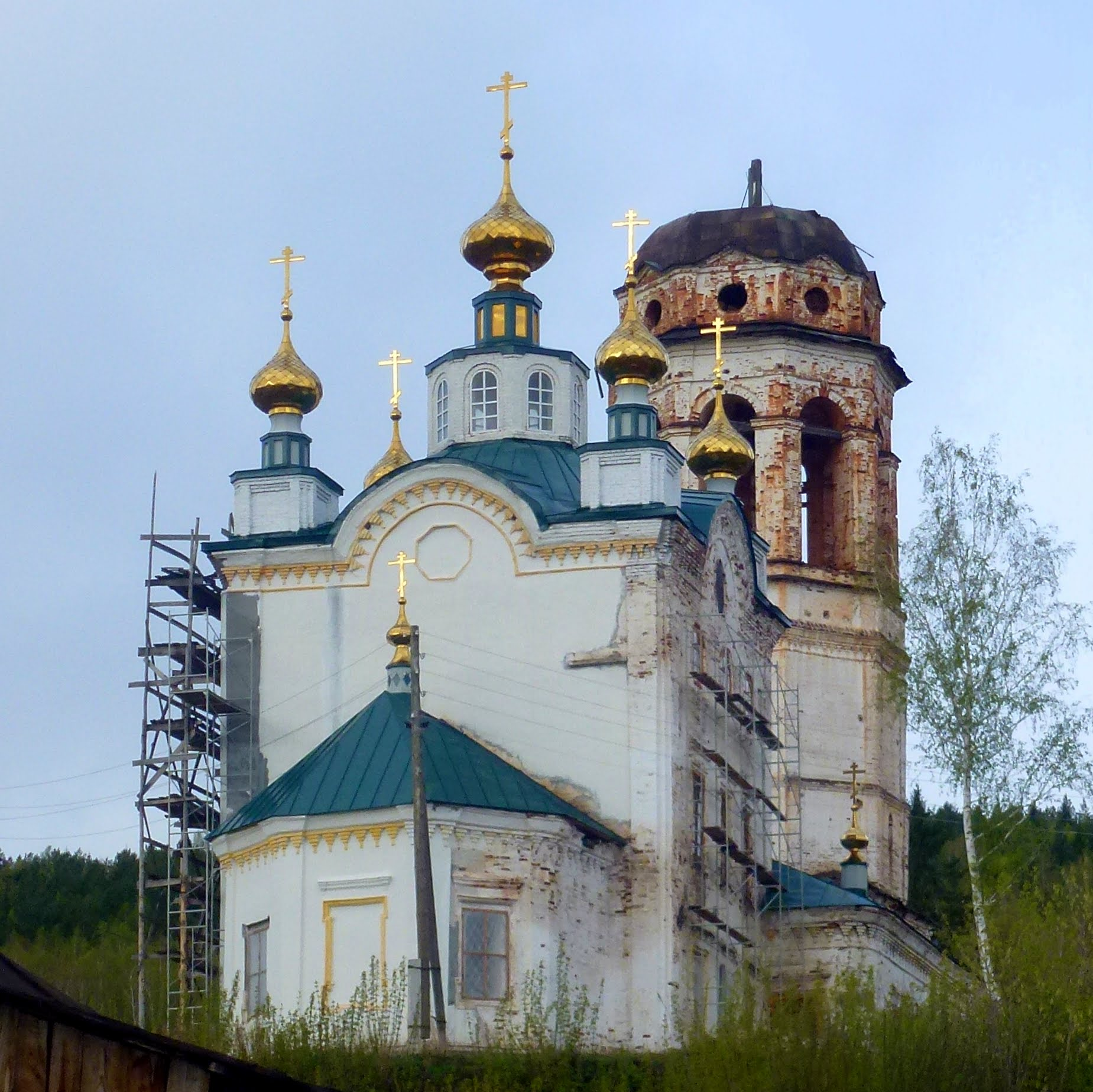
Церковь

Первоначально, во второй половине XVII в., вплоть до 1780-х гг, село Ключи или село Златоустовское входило в состав Кунгурского уезда, характерной особенностью которого в этот период были сравнительно быстрые темпы развития. За 1648—1672 гг., например, число сельских населённых пунктов в уезде выросло с 27 до 47, а количество проживавшего в них крестьянского населения — с 288 до 3110 душ мужского пола. Почти все крестьяне, за исключением незначительного числа, были государственными.
Современники отмечали наличие здесь минеральных источников, которые использовало «на свой страх и риск» для лечения местное население. Внимание всех тех, кто проезжал или бывал в Ключах, привлекала своим конусообразным очертанием и значительной высотой гора, находившаяся (и ныне находящаяся) близ села, которая получила название «Ильменская» или «Городище». Ильменскую гору с западной и южной стороны омывает маленькая речка Иргина, в которую впадает из подножия горы до 100 ключей серной воды, находящихся друг от друга на расстоянии от 0,7 до 5 — 6-ти метров. Серная вода в источниках совершенно бесцветная, прозрачная, легко — солоноватого вкуса, имеющая запах сернистого водорода. Сероводородные источники были открыты здесь ещё в начале XVIII в. Получившие со стороны местных жителей название «серняки», эти источники были обнаружены в 1703 г. верхотурским воеводой, стольником Алексеем Калитиным во время его поездки из Верхотурья в Кунгур. О своём открытии А. Калитин рапортовал в Сибирский приказ: «Выше села Златоустовского, за рекой Иргиной, под Городищем нашёл я серный сок, бежит с каменной горы и садится в болоте по кочкам».

## Население
| 2010 | 2021  |
| ---- | ----- |
| 1671 | ↗1717 |